# شريان لفائفي
الشرايين اللفائفية (بالإنجليزية: Ileal arteries)‏ وهم فروع من شريان مساريقي علوي.